# Kinas herrlandslag i volleyboll
Kinas herrlandslag i volleyboll representerar Kina i volleyboll på herrsidan. Laget slutade på femte plats i 2008 års olympiska turnering.

### Fotnoter
1. ↑  Todor Krastev (31 mars 2008). ”Men Volleyball XXIX Olympic Games 2008 Beijing (CHN) - 10-24.08 +8 GMT Winner United States” (på engelska). Sport Statistics. Arkiverad från originalet den 26 juni 2015. https://web.archive.org/web/20150626104128/http://todor66.com/volleyball/Olympics/Men_2008.html. Läst 28 juni 2015.